# FRONTIER GATE
『FRONTIER GATE』（フロンティア ゲート）は、コナミデジタルエンタテインメントから2011年12月22日に発売されたPlayStation Portable用ソフトである。バージョンアップ版である『FRONTIER GATE Boost+』（フロンティア ゲート ブーストプラス）も同項目にて扱う。

## 解説
『ラビリンスの彼方』と同じく、コナミとトライエースの共同制作プロジェクトの一作である。主人公は新米開拓者となって未知なる大陸「フロンティア」をパートナーとともに開拓していく。

## システム
プレイヤーとパートナーは戦闘時、AP（アクションポイント）を消費して技や魔法などを繰り出すことができる。APに余裕がある限り、1ターン中の行動数に上限はないが、APを残したままターンを終了すれば、被ダメージ数が減るというメリットがある。
キャラクターは敵味方問わずそれぞれ戦意が設定されており、戦意が上がるとAPの最大値が増え、戦意が下がるとAPの最大値が下がるほか、敵の行動もプレイヤー側の戦意によって変わってくる。敵・味方の戦意は技や魔法の内容によって変化するほか、戦闘開始時のプレイヤー陣営の行動によっても変わってくる。
なお、APの基本的な最大数はフロンティアレベルが一定数になるとさらに上がる仕組みとなっている。
オンラインモードでは複数組のプレイヤーとパートナーがパーティーを結成して遊ぶことができ、最大3組（合計6人）まで組むことができる。

## 開発
オンラインモードにおけるパーティーの最大人数が6というは初期段階から決まっており、これは本作のディレクターである小牟田修が、パーティーの最大人数を同じくする『幻想水滸伝』シリーズにかかわっていたことにも由来している。
本作のプロジェクトマネージャーである向峠慎吾はパートナーシステムを導入した理由について、「マルチプレイで遊ぶなら、自分のキャラクターを自分で作りたいが、それではシナリオ性が若干薄くなるため、ストーリーを進めるためにはキャラクターが立っている人物を作りたいと思った」と、4Gamer.netとのインタビューの中で述べている。
本作の開発者であるトライエースの天野佑三はパートナーキャラクターが15人もいる理由について、「本作は、未開の土地に様々な国から人々が集まって開拓する内容であるため、その出身地の特徴を現した存在としてパートナーキャラクターたちを作った。また、このほかにも、フロンティアの先住民や、同じ出身国でも考え方が異なるキャラクターを作っていった結果、大勢になってしまった」と振り返っている。

## キャラクター
主人公（プレーヤー）
フロンティアにやってきた新米開拓者。普段は無口だが、小型ゴーレムと遊んだり、パートナーの後ろでフラダンスするなど、時折ふざけることがある。言動とは裏腹に情に厚く、相手が誰であろうと受け入れる懐の深さを持っている。
ストーリーの終盤で理想郷を発見し、二人の英雄を死に至らしめた旧文明の負の遺産"アストラデウス"を倒したことにより、次世代の英雄候補の一人となった。
アレッティオ (Aretio)
声 - 阿部敦
エイブロー共和国出身の開拓者で、裕福な実家を離れ、英雄のような一流の開拓者になるためにフロンティアを訪れた。英雄の話については誰よりも詳しいと自負している。
色々なクエストを受け、名を挙げていく主人公に嫉妬して暴走するが、挫折や後悔を経て一人の人間として成長していく。
マリアシャルテ (Mariashalte)
声 - 坂本真綾
インデーグ王国出身の開拓者。どことなく高貴な雰囲気を持つ不思議な女性。
シグリッド (Sigrid)
声 - 小清水亜美
キルケニア連邦出身の騎士。違法開拓者が対象となる依頼に異常な関心を持つ。
兄を見殺しにした同僚を仇として追っており、違法開拓者の討伐に執着するのも仇が違法開拓者としてフロンティアに逃げ込んだことを知っているためである。
当初は仇を討つことに固執し、その為にクエストを放棄したり、パートナーを解消する為「背信の騎士」と呼ばれていた。しかし、主人公と自身と同じ境遇の子との出会いによって復讐心が薄れていき、兄に対する感情に区切りをつけて復讐を捨てる。極度の方向音痴であり、単独で目的地にたどり着くことが困難である。
ルーティル (Loutill)
声 - 名塚佳織
インデーグ王国出身の開拓者。アルドラ教団の見習いシスターで、フロンティアには『神託』を叶えるためにやってきた。
エミリオ (Emireo)
声 - 鈴村健一
エイブロー共和国出身の刀匠である開拓者。武器（特に刃物）が大好きで、武器の事になると人が変わる。
自分を育ててくれた師匠への恩返しとその無念を晴らすために『伝説の武器』を求めて奔走しフロンティアを訪れるが、武器の真実を知り師匠の言っていた事の意味を理解する。
レインヴァルト (Reinvalt)
声 - 井上和彦
キルケニア連邦出身の開拓者。次世代の英雄とも称される実力の持ち主で、常に注目を浴びている。ギルド主人からの信頼も厚く、新米開拓者の指南役も担当している。
戦えなくなった相棒を切り捨てるなどの行為をした為、一度は拠点の開拓者たちの信頼を失うことになったが、この行動には過去に組んでいた相棒を再起不能にし、仲間を死なせてしまった事が原因である。その為か仲間の死を異常に恐れ、自分の命に無頓着な一面を持つ。
ダンデス (Dandes)
声 - 梁田清之
キルケニア連邦出身の開拓者。フロンティアを発見した英雄と肩を並べて戦った過去を持つ最古参の開拓者。
ディジー (Dizzy)
声 - 釘宮理恵
拠点に住む二世開拓者。現地育ちゆえに本国の開拓者に対してコンプレックスを持っている。
メルフィ (Melfy)
声 - 大原さやか
拠点に住む二世開拓者。フロンティアの各地で治療を行う巡回医師でもある。優しいながらも芯のある女性。ギルド主人や現地の人からの信頼は厚い。
本国と現地の開拓者による差別に悩んだが、疫病事件を経た事によってその差別を無くす事が出来るのも二世開拓者であると気づき、そのために本国や現地の人が治療を受けられる病院の設立に着手する。
指ひとつで人体を破壊できると噂されているが、本人は終始笑顔のままで真相は不明。
ニケ (Nike)
声 - 白石涼子
ゼフィラス族出身の開拓者。『守り神の巫女』であり、一族の中でも特別な扱いを受けている。
どんな時でも明るくふるまう性格であるが、一族の掟に殉じようとする確固たる信念を持ち、一族を追放された姉に対して非情に接することもあった。主人公と共にクエストを受ける事で色々なことを学び、主人公と姉の一計によって一族の掟が歪んだものである事に気づき、初めて自分の感情をむき出しにした。そして今までの巫女達の覚悟を無駄にしない為に守り神を破壊することを選んだ。巫女の使命から解き放たれた後は開拓者を続けながら部族の説得を行っている。可愛いと思うセンスが他とかなりズレている。
ラニ・ラト (Lani・Rate)
声 - 小西克幸
ノトス族出身の開拓者。次期族長候補として『長の証』を作るために拠点を訪れた。無口ゆえに何を考えているかわからない事もあるが、部族と島の未来を想う優しさを持っている。
過去に本国との戦争で身内を無くしており、本国からの開拓者に凄まじい憎しみを抱いているものの部族の為に感情を殺して試練に挑んでいたが、拠点での一件で挫折して試練を諦めようとしていたが、爺やの言葉を聞いて立ち直り、最後のクエストをクリアする。そして、自分は色々な人たちに心配され、支えられていたことを知り、部族の長としての意識が芽生える。
オルガ (Olga)
声 - 皆川純子
裏通りに住む違法開拓者。登録証を偽造し、正規開拓者として依頼を受けている。
年の離れた弟や妹を抱えており、彼らの生活の為に違法開拓者に身を落とした経緯がある。同業の違法開拓者に子供を人質として取られ脅迫され、彼らの依頼したクエストを主人公と共に攻略するが、その同業者が子供たちに彼女の秘密を伝えて関係を悪化させようとしたが、彼女と子供たちの絆は強くその思惑は叶わなかった。同業者は主人公に成敗され、ギルドにお縄となった。その後けじめを付ける為にギルドに赴くが、ギルド主人の配慮によって見習いとはいえ正規の開拓者となる。
本名は別にあるが、本人はかわいすぎる名前でイメージに合わないとして言おうとはしない。
フォルカー (Volker)
声 - 山寺宏一
キルケニア連邦出身の騎士。神出鬼没で謎の多い男。
実はシグリッドが追い求めていた違法開拓者。本人は彼女の兄を死なせてしまった事に深い罪悪感を抱えており、かつての相棒の願いを果たすため、シグリッドに恨まれる事も祖国に二度と戻れなくなることを覚悟してフロンティアに赴いた。主人公と共に理想郷に赴き、相棒の形見を埋葬して目的を果たした。その後拠点がモンスターに襲われたことを知り、討伐に加わったシグリッドを救出するためにクエストに挑む。
アーシャ (Arsha)
声 - 遠藤綾
セーナ国の使者で、王様の病気を治す薬を求めてフロンティアを訪れた。少しとぼけた感じの女性だが、学問と家事を得意としており、可愛いお嫁さんを夢見ている。
セーナ国は同盟を結んでいない国であった為、ギルド主人からはスパイではないかと疑いを掛けられていたが、彼女のフロンティアに対する表裏のない態度と彼女の作った薬の正体から杞憂であった事が判明した。
クロトキ (Kurotoki)
声 - 宮野真守
倭文国（しとりこく）の侍で、協定国に向かう途中で遭難し、フロンティアへ流れ着いた。強い信念の持ち主。
当初は現地民への被害を考えない開拓者の在り方とそれを受け入れるだけの現地民の在り方に苛立ちを覚えるが、被害を食い止めてくれるのも開拓者であると現地民に教えられ、その矛盾に悩むこともあった。
実は鎖国派の刺客であり、開国派のウツギの暗殺を命じられていた。だが、ウツギには見抜かれており、「誰よりも優しい人間であるために誰も切り捨てられない人間」と評された。
実は足の多い生物が苦手であるが、器用なことに立ったまま気絶する事が出来るため誰にも気づかれない。

## FRONTIER GATE Boost+
『FRONTIER GATE Boost+』（フロンティアゲート ブーストプラス）は、コナミデジタルエンタテインメントから2013年3月14日発売されたPlayStation Portable用ソフトである。

### 前作からの変更・追加点
- DLCを含め、前作の要素は全て内包
- レベル上限の解放
- 前作の最終ボス討伐後にブーストスキルを習得
- 新たな武具の追加
- 未開の地の出現
- 全体の戦闘バランスの見直し、上級よりも厳しい特殊クエストの追加
- 前作のデータを引き継ぐことができる。全てを引き継ぐか、装備品のみ残して最初からやり直す2パターンが選択可能
- 新たなシナリオと15人のパートナーのエピソードを追加

## スタッフ
- 開発：tri-Ace（トライエース）X コナミデジタルエンタテインメント
- コナミ プロデューサー：向峠慎吾
- コナミ ディレクター：小牟田修
- トライエース 開発プロデューサー：天野佑三
- シナリオ：赤羽良保

## その他
- 2作とも大規模な体験版が配信されており、データをそのまま製品版に持ち越すことが出来る

## 評価
Game Watchの木原卓は本作について「戦闘はコマンド式ながらも新しさを感じさせるシステムであるうえ、快適に遊べるように考え込まれた内容になっている。RPG好きや戦略性の高い戦闘を求めるユーザーだけでなく、アクションゲームが苦手な人にもおすすめである。」と評した。